# Memorialul Victimelor Comunismului și al Rezistenței
Memorialul Victimelor Comunismului și al Rezistenței är ett museum i Sighetu Marmației i Rumänien. Det invigdes 1993 i det tidigare Sighetfängelset. Samma år, 1993, grundades även ett forskningscentrum av Ana Blandiana och Romulus Rusan för att bedriva forskning och utbildning om kommunismen.

### Fotnoter
1. ↑  The Sighet Memorial to the Victims of Communism